# Línea 6 (EMT Málaga)
La Línea 6 de la EMT de Málaga fue una línea, actualmente extinta, que unía la zona de Suárez en Bailén-Miraflores con la Alameda Principal. 

## Características
La línea 6, junto a su línea hermana, la línea 7, eran las líneas históricas del distrito Bailén-Miraflores. Fue creada en torno a los años 1960, y era una de las líneas más importantes de la red de autobuses urbanos de Málaga. La EMT recuperó su concesión junto a la de la línea 7 en 1982. Enlazaba el barrio de La Milagrosa con la Alameda Principal, atravesando el Camino Suárez. Con la remodelación de la Alameda Principal y las obras del metro, la cabecera se trasladó a la Alameda de Colón y posteriormente a calle Hilera. Dejó de dar servicio el 21 de diciembre de 2018 al ser sustituida por la línea C6. 

### Material asignado
Los autobuses asignados a la línea eran: 
- MAN NM223F

## Recorrido y paradas

### Sentido Alameda Principal
La línea comenzaba en calle Herradura, en la barriada de La Milagrosa en Bailén-Miraflores. 
Desde calle Herradura volvía al camino de la Corta, seguía por la calle Miguel Hernández y en la rotonda de Valle Inclán, se incorporaba a Martínez de la Rosa hasta Calzada de la Trinidad, donde giraba a la derecha por Plaza de Bailén y calle Pelayo. Continuaba por Alonso de Palencia y al final de la calle torcía a la izquierda para tomar calle Hilera sentido centro. Seguía hasta la altura de Armengual de la Mota, donde giraba a la izquierda para continuar por la avenida de Andalucía. 
Desde la avenida de Andalucía accedía a la Alameda Principal donde se encontraba la cabecera. 
| Código | Parada                                       | Común con                 | Otras conexiones      |
| ------ | -------------------------------------------- | ------------------------- | --------------------- |
| 651    | HERRADURA – LA MILAGROSA                     |                           |                       |
| 652    | Camino de la Corta – La Milagrosa            |                           |                       |
| 653    | Camino de la Corta – VPO                     |                           |                       |
| 654    | Miguel Hernández – Luis Rosales              |                           |                       |
| 655    | Miguel Hernández – Alcalde José Luis Estrada |                           |                       |
| 657    | Martínez de la Rosa – Albacete               | 7                         |                       |
| 658    | Martínez de la Rosa – Enrique de Egas        | 7 C1                      |                       |
| 659    | Martínez de la Rosa                          | 7 C1                      |                       |
| 660    | Martínez de la Rosa – Berrocal               | 7 C1                      |                       |
| 661    | Martínez de la Rosa – Séneca                 | 7 C1                      |                       |
| 558    | Plaza de Bailén                              | 7                         |                       |
| 559    | Alonso de Palencia                           | 7 8 21 23 28              |                       |
| 560    | Hilera                                       | 7 8 21 23 28              |                       |
| 662    | Av. de Andalucía – Correos                   | 4 7 8 14 17 21 23 38 A N2 | Málaga-Centro-Alameda |
| 1401   | ALAMEDA PRINCIPAL                            | 7                         |                       |

### Sentido La Milagrosa
Su cabecera se encontraba en la zona centro de la Alameda Principal, misma parada que la línea 7.
Continuaba por avenida de Andalucía y rodeaba el edificio de Hacienda para incorporarse a calle Hilera. Giraba a la derecha hacia Armengual de la Mota y al final de la calle, a la izquierda por calle Mármoles. A la altura de la capilla de Zamarrilla, giraba a la derecha por la Avenida de Barcelona, y a la altura del Hospital Civil, pasada la plaza de Bailén, giraba a la izquierda por calle Velarde. Continuaba recto, por Camino de Suárez hasta la rotonda en el cruce de Valle Inclán, donde se desviaba por la calle Miguel Hernández. A la finalización de ésta, giraba a la izquierda por el camino de la Corta.
En la calle Herradura se encontraba la cabecera.
| Código | Parada                                       | Común con    | Otras conexiones |
| ------ | -------------------------------------------- | ------------ | ---------------- |
| 1401   | ALAMEDA PRINCIPAL                            | 7            |                  |
| 623    | Hilera – Armengual de la Mota                | 7            |                  |
| 621    | Armengual de la Mota                         | 7 31         |                  |
| 602    | Mármoles                                     | 7 8 21 23 28 |                  |
| 603    | Av. de Barcelona                             | 7            |                  |
| 604    | Plaza de Bailén                              | 7            |                  |
| 963    | Velarde                                      | C2           |                  |
| 605    | Camino de Suárez – Blas de Lezo              | C2           |                  |
| 606    | Camino de Suárez – Alonso Hernández          | C2           |                  |
| 607    | Camino de Suárez – Venegas                   | C2           |                  |
| 608    | Camino de Suárez – Rotonda                   | 7            |                  |
| 609    | Miguel Hernández – Alcalde José Luis Estrada |              |                  |
| 610    | Miguel Hernández – Luis Rosales              |              |                  |
| 611    | Camino de la Corta – VPO                     |              |                  |
| 612    | Camino de la Corta – La Milagrosa            |              |                  |
| 613    | Camino de la Corta – Plaza                   |              |                  |
| 651    | HERRADURA – LA MILAGROSA                     |              |                  |